# Dragan Blatnjak
Dragan Blatnjak (Studenci, 1. kolovoza 1981.) umirovljeni je bosanskohercegovački nogometaš i trenutni pomočni trener Hajduka.
Kratko je na početku karijere igrao u rodnoj BiH za Brotnjo iz Čitluka dok nije prešao u Zadarkomerc. Tamo provodi dvije za njega dobre sezone kojima zarađuje transfer u splitski Hajduk gdje se od njega puno očekivalo.
Iako je došao s preporukama napadača treneri su ga u Hajduku često zbog njegove brzine i prodornosti stavljali na desni bok. Isprva je to još dobro funkcioniralo, dok je s klubom osvajao naslove prvaka 2004. i 2005. Kasnije je, doduše u lošijim generacijama kluba, igrao sve lošije pa počeo i gubiti mjesto u prvoj postavi. Duže vrijeme je kotirao kao pojačanje Rijeke, međutim, na zimskoj stanci sezone 2006./07. odlazi u ruski Himki.
U reprezentaciji je debitirao 2. travnja 2003. u kvalifikacijskoj pobjedi protiv Danske (2:0) u Kopenhagenu. Kasnije je većinom bio u drugom planu izbornika, ali često pozivan.
Statistika u Hajduku
| Natjecanje        | Nastupi | Zgoditci |
| ----------------- | ------- | -------- |
| Prvenstvo         | 91      | 17       |
| Kup               | 17      | 4        |
| Superkup          | 3       | 1        |
| Međunarodne       | 10      | 2        |
| Splitski podsavez | 0       | 0        |
| Ukupno            | 121     | 24       |
| Prijateljske      | 16      | 14       |
| Sveukupno         | 137     | 38       |

Njegov prvi nastup je bio protiv zagrebačkog Dinama 20. srpnja 2003. za superkup zamijenivši Turkovića (4:1 za Dinamo). Uz 17 prvenstvenih golova dao je 17. srpnja 2004. pobjednički gol u hrvatskom superkupu Dinamu u Splitu, pobjeda Hajduka 1:0.

## Vanjske poveznice
- Nogometni-magazin: statistika